# اچ‌ام‌اس پورجی (۱۸۰۷)
اچ‌ام‌اس پورجی (۱۸۰۷) (به انگلیسی: HMS Porgey (1807)) یک کشتی بود که طول آن ۵۵ فوت ۲ اینچ (۱۶٫۸ متر) بود. این کشتی در سال ۱۸۰۷ ساخته شد.